# Extensaleyrodes
Extensaleyrodes is een geslacht van halfvleugeligen (Hemiptera) uit de familie witte vliegen (Aleyrodidae), onderfamilie Aleyrodinae.
De wetenschappelijke naam van dit geslacht is voor het eerst geldig gepubliceerd door Bink-Moenen in 1983. De typesoort is Extensaleyrodes falcata.

## Soorten
Extensaleyrodes omvat de volgende soorten:
- Extensaleyrodes akureensis (Mound, 1965)
- Extensaleyrodes falcata Bink-Moenen, 1983